# Louis François Passerat de La Chapelle de Bellegarde
Louis François Passerat de La Chapelle, seigneur de Bellegarde, né le 28 février 1726 à Montmorillon (Vienne), mort le 26 décembre 1796 à Metz (Moselle), est un général de brigade de la Révolution française.
Il est l'auteur de la branche noble de sa famille à ne pas confondre avec les autres branches.

## États de service
Il entre en service en 1743, comme lieutenant de la milice, et en 1745, il est volontaire dans l’artillerie. Sous-lieutenant la même année, il passe lieutenant en second en 1753, et capitaine en second en 1758. Il participe le 1er août 1759, à la bataille de Minden, ou son activité, sa bravoure et son intelligence, ont permis de sauver un parc d’artillerie. Il est fait chevalier de Saint-Louis le 30 novembre 1761.
En 1765, il est nommé capitaine en premier, et il reçoit son brevet de major en 1769. 
Il est promu maréchal de camp le 9 mars 1788, et en 1789, il occupe les fonctions de directeur de l’artillerie à Metz, sous l’autorité de son gendre le général de division Joseph Perrin des Almons, inspecteur général d’artillerie. Il est admis à la retraite en 1792.
Il meurt le 26 décembre 1796, à Metz.